# When a Man Loves (film fra 1919)
When a Man Loves er en amerikansk stumfilm fra 1919 af Chester Bennett.

## Medvirkende
- Earle Williams som John Howard Bannister
- Tom Guise som Bannister
- Margaret Loomis som Yuri San
- Edward McWade som Takamura
- Margaret McWade som Yaki